# Бартоу (Західна Вірджинія)
Бартоу (англ. Bartow) — переписна місцевість (CDP) в США, в окрузі Покахонтас штату Західна Вірджинія. Населення — 64 особи (2020).

## Географія
Бартоу розташований за координатами 38°32′32″ пн. ш. 79°47′9″ зх. д. / 38.54222° пн. ш. 79.78583° зх. д. (38.542163, -79.785783).  За даними Бюро перепису населення США в 2010 році переписна місцевість мала площу 1,20 км², уся площа — суходіл.

## Демографія
Згідно з переписом 2010 року, у переписній місцевості мешкало 111 особа в 47 домогосподарствах у складі 28 родин. Густота населення становила 92 особи/км².  Було 68 помешкань (57/км²).
Расовий склад населення:
| - 100,0 % — білих |

До двох чи більше рас належало 0,0 %. Частка іспаномовних становила 0,0 % від усіх жителів.
За віковим діапазоном населення розподілялося таким чином: 17,1 % — особи молодші 18 років, 64,0 % — особи у віці 18—64 років, 18,9 % — особи у віці 65 років та старші. Медіана віку мешканця становила 45,5 року. На 100 осіб жіночої статі у переписній місцевості припадало 126,5 чоловіків;  на 100 жінок у віці від 18 років та старших — 124,4 чоловіків також старших 18 років.
Цивільне працевлаштоване населення становило 31 осіб. Основні галузі зайнятості: освіта, охорона здоров'я та соціальна допомога — 29,0 %, мистецтво, розваги та відпочинок — 22,6 %, виробництво — 19,4 %.